# Antonov An-225
An-225 Mriya (Антонов Ан-225 Мрія, NATO oznaka Cossack) je bio ukrajinski strateški transportni avion izrađen u tvornici zrakoplova Antonov sa sjedištem u Kijevu i bio je najveći avion na svijetu. Konstrukcijski je prilagođen za prijevoz svemirskog broda Buran. Konstrukcijski gledano je znatno proširena inačica svog uspješnog prethodnika An-124 Ruslan. Riječ Mrija na ukrajinskom jeziku znači san.
Bio je avion koji je mogao uzletejeti s najvećom masom od čak 640 tona, tako da je uzlijetao mase veće od zrakoplova Antonov An-124, američkog Lockheed C-5 Galaxy, te europskog putničkog zrakoplova Airbus A380.
U studenome 2004. godine, An-225 je ušao u Guinnessovu knjigu rekorda sa svojih 240 postignutih rekorda.[nedostaje izvor]
Tijekom agresije Ruske Federacije na Ukrajinu 27. veljače 2022. godine zrakoplov je uništen za ruskog granatiranja zračne luke Hostomel, nedaleko od Kijeva.

## Razvoj
An-225 dizajniran je za potrebe Sovjetskog svemirskog programa kao zamjena za Mjašičev VM-T. Sposoban je prevoziti pogonske rakete za lansiranje kao i sam svemirski brod Buran. U odnosu na An-124 trup je produžen i proširen ispred i iza krila. Korijen krila također je poprimio nešto širi i duži aerodinamički oblik. Još dva turbo-fen motora ugrađena su prema korijenu krila (ukupno 6 motora). Ugrađeno je i novo podvozje s ukupno 32 kotača. Radi uštede na masi nisu ugrađivana stražnja vrata teretnog prostora. I repne površine zrakoplova promijenile su izgled. Jedan okomiti stabilizator (kao na An-124) zamijenjen je s dva koja se nalaze na vrhovima vodoravnog stabilizatora čime su izbjegnuta turbulentna strujanja zraka koja se stvaraju iza tereta pričvršćenog na vrhu trupa aviona.
Prvi let An-225 imao je 21. prosinca 1988. Naručena su dva aviona, ali je u upotrebi bio samo jedan (oznaka: UR-82060). Avion je mogao prevoziti do 250.000 kg tereta smještenog u trup ili teret do 200.000 kg pričvršćen na vanjski gornji dio trupa. Teret na gornjem dijelu trupa mogao je biti dugačak do 70 m. 
Izrada drugog An-225 u kasnim 1980-im za potrebe Sovjetskog svemirskog programa prekinuta je 1990. raspadom tadašnjeg SSSR-a te je avion uskladišten. Motori su skinuti i koriste se na An-124, a preostali dio skoro završenog aviona je konzerviran. 

## Uporaba
Dana 23. svibnja 2001. An-225 dobio je uporabnu dozvolu od Interstate Aviation Committee Aviation Register (IAC AR). Prvi komercijalni let bio je 3. siječnja 2002. Avion je iz Stuttgarta (Njemačka) letio za Thumrait (Oman). Prevozio je 216 000 pripremljenih obroka za američke snage smještene u tom području. Ogromna količina hrane bila je smještena na 375 paleta i mase 187,5 tona. Od tada je An-225 bio glavni teretni avion flote Antonov, prevozeći teret koji je do tada bilo nezamislivo prevoziti nekim avionom. Prevozio je lokomotive, generatore od 150 tona, a postao je i jedan od glavnih prevozitelja međunarodnih organizacija za spašavanje i pomoć prevozeći odjednom velike količine opreme.
Kako od 2000. godine samo jedan avion nije bio u stanju zadovoljiti sve potrebe za prijevozom, u rujnu 2006. donesena je odluka o završetku drugog, konzerviranog aviona koji je trebao biti dovršen do 2008.
Počevši od lipnja 2003. zajedno s Antonovima-124 prevezeno je preko 800 tona humanitarne pomoći za Irak. Američka vlada unajmila je avion za prijevoz vojne opreme na Srednji istok za potporu Koalicijskim snagama.
Uništen 2022. u napadu Ruske vojske na zračnu luku Hostomel u blizini Kijeva.[nedostaje izvor]

## Tehničke karakteristike (An-225)
Izvori podataka: Stranice Antonov poduzeća
Osnovne karakteristike
- posada: 6
- dužina: 84 m
- raspon krila: 88,40 m
- površina krila: 905 m2
- visina: 18,1 m

Letne karakteristike
- najveća brzina: 850 km/h
- ekonomska brzina: 800 km/h
- dolet: s  najviše goriva 15 400 km, s najviše korisnog tereta 4000 km
- najveća visina leta: 11 000 m
- specifično opterećenje krila: 662,9 kg/m2
- motor: 6 ZMKB Progress D-18 turbofan motora
  - potisak motora: 229,5 kN svaki

## Vanjske poveznice
- Službena stranica - antonov.com
- Specifikacije ukrcaja tereta - aircharterservice.aero
- An-225 - buran-energia.com
- An-225 - boris-lux.de
- An-225 - ram-home.com